# Julio Cervantes Quijano
Julio Cervantes Quijano (Bogotá 28 de enero de 1911-ibidem 24 de diciembre de 1974) fue un militar y político colombiano. Coronel del Ejército Nacional de Colombia. Fue alcalde de Bogotá.

## Biografía
Fue alcalde de Bogotá dedignado por el gobierno de Gustavo Rojas Pinilla, anunció la fallida construcción del Metro de Bogotá.